# Stanislav Kostka
Sveti Stanislav Kostka (polj. Stanisław Kostka; Rostkowo, 28. listopada 1550. – Rim, 15. kolovoza 1568.), poljski svetac i isusovački sjemeništarac.

## Životopis
Rođen je u plemićkoj obitelji u dvorcu Rostkowo u Mazuriji, sjeverno od Varšave. Njegova je obitelj pripadala vodećim poljskim obiteljima. 
Roditelji su ga poslali sa starijim bratom Pawełom na studij u tek otvoreno isusovačko sveučilište u Beču 1564. godine. Ondje se usredotočio na klasične studije. Imao je viziju, da ga Blažena Djevica Marija poziva, da se pridruži Družbi Isusovoj, tj. isusovcima. U Zavodu je odlučio pristupiti isusovcima, no poglavar je tražio roditeljsko odobrenje. Međutim, njegov otac bio je protiv. Znajući to prerušen je došao do sv. Petra Kanizija koji ga je opet poslao generalu Reda Franji Borgiji u Rim. Pobjegao je iz Beča 1567. Prvo je pješice otišao u Njemačkoj, a zatim u Rim, gdje ga je sveti Franjo Borgia na njegov 17. rođendan primio u novicijat. Pokazao je svoje velike intelektualne sposobnosti i vrline. Ubrzo se odlično uklopio i predviđali su mu blistav redovnički život. Međutim, uskoro je postao jako bolestan jer mu je naporno putovanje narušilo zdravlje te je preminuo u Rimu 15. kolovoza 1568. godine na Veliku Gospu. Nekoliko mjeseci nakon Stanislavove smrti izašao je njegov životopis koji je Europi otkrio bogat život. Životopis su osobito čitali mladi.>
Papa Benedikt XIII. proglasio ga je svetim 1726. godine, zajedno s Alojzijem Gonzagom, takoder mladim isusovcem. Svetac zaštitnik je studentske mladeži i umirućih, a kao svoga zaštitnika časte ga novaci u Družbi Isusovoj. Uzor je upornosti na putu prema Bogu. Popularan je svetac u svojoj domovini Poljskoj. Tijelo mu je ostalo neraspadnuto do danas.
Slike, reljefi i kipovi sv. Stanislava Kostke najviše se se nalaze u isusovačkim crkvama, zavodima i školama. Umjetnički prikazi sv. Stanislava Kostke su gdje je u crnom isusovačkom talaru, ponekad s ljiljanom u ruc, jer ljiljan simbolizira moralnu čistoću, i putnički štap ili dijete Isusa u naručje.